# Double date
Double date es el 12.º episodio de la serie estadounidense de televisión Gilmore Girls.

## Resumen del episodio
Lane le pide a Rory para que hable con Dean y así él pueda arreglarle una cita para ella con su mejor amigo, Todd. Entre tanto, cuando Lorelai le recomienda a Sookie que no aplace más la cena con Jackson, ella finalmente lo llama y acuerdan para salir. La dificultad está en que Jackson trae a su primo Roon, quien se está quedando alojado en casa de Jackson y va para que le haga compañía a Lorelai, pero él no se encuentra muy a gusto con su cita, únicamente porque Lorelai es más alta que él. Por su parte, Rory le dice a su madre que saldrá a ver una película al cine con Dean y Lane, pero no le cuenta de la cita doble con Todd y Lane, para que así no se entere la madre de esta, la Sra. Kim. Sin embargo, ninguna de las dos citas dobles sale como lo esperaban algunos, ya que en el restaurante, Sookie se preocupa más en hablar con Lorelai y deja de lado a Jackson. Lorelai le recomienda que mejor dejen el elegante restaurante y vayan por unas hamburguesas a Luke's. Cuando Roon se va solo a jugar a los bolos, Sookie y Jackson empiezan ahora su cita. Mientras Lorelai los observa, Luke juega a las cartas con ella y se anima a invitarla a salir, pero lo interrumpe la Sra. Kim, quien dice que la busca pues no sabe dónde está Lane. A ella no le había salido muy bien su cita, y además junto con Rory se ganaron problemas por haberle mentido a sus madres.

## Curiosidades
- En Kiss and tell (episodio 7), Lane dijo que había hablado ya con Todd. ¿No se habría dado cuenta en esa ocasión que no sería como para ella?

- Datos: Q5813869